# Кучборк-Осада
Кучборк-Осада (пол. Kuczbork-Osada) — село в Польщі, у гміні Кучборк-Осада Журомінського повіту Мазовецького воєводства.
Населення — 285 осіб (2011).
У 1975-1998 роках село належало до Цехановського воєводства.

## Демографія
Демографічна структура станом на 31 березня 2011 року:
|          | Загалом | Допрацездатний вік | Працездатний вік | Постпрацездатний вік |
| -------- | ------- | ------------------ | ---------------- | -------------------- |
| Чоловіки | 140     | 34                 | 87               | 19                   |
| Жінки    | 145     | 27                 | 81               | 37                   |
| Разом    | 285     | 61                 | 168              | 56                   |